# 목신의 오후에의 전주곡
《목신의 오후에의 전주곡 L. 86》(프랑스어: Prélude à l'après-midi d'un faune)은 클로드 드뷔시의 교향시이다. 약 10분 길이이며, 이 작품은 1894년에 작곡되었고 Gustave Doret가 지휘 아래 같은 해 12월 22일 파리에서 초연되었다. 아름답고도 감미로운 곡이다

## 개요
스테판 말라르메의 시 〈목신의 오후〉(프랑스어: L'après-midi d'un faune)에서 영감을 받았다. 드뷔시의 가장 유명한 작품 중 하나로 서양 음악사의 전환점으로 여겨진다. 피에르 불레즈는 이 작품을 현대 음악의 시작으로 간주하면서 "목신의 플루트가 음악 예술에 새로운 숨결을 불어넣었다"고 평가했다.

## 악기 편성
플루트 3, 오보에 2, 잉글리시 호른, 클라리넷 2(가 및 내림 나조), 바순 2, 호른 4, 하프 2, 크로탈 2, 현악기(1바이올린, 2바이올린, 비올라, 첼로, 콘트라베이스)

## 가락
핵심 주제
브라우저에서 소리 재생을 지원하지 않습니다. 오디오 파일을 다운로드할 수 있습니다.
모호한 코드 진행
브라우저에서 소리 재생을 지원하지 않습니다. 오디오 파일을 다운로드할 수 있습니다.
주제
브라우저에서 소리 재생을 지원하지 않습니다. 오디오 파일을 다운로드할 수 있습니다.
테마 – 색채 와 윤곽의 주요 테마와 유사하다. m 단위의 전체 톤 스케일을 사용한다. 32.
브라우저에서 소리 재생을 지원하지 않습니다. 오디오 파일을 다운로드할 수 있습니다.
테마 – 메인 테마와 유사한 윤곽.
브라우저에서 소리 재생을 지원하지 않습니다. 오디오 파일을 다운로드할 수 있습니다.
보조 테마
브라우저에서 소리 재생을 지원하지 않습니다. 오디오 파일을 다운로드할 수 있습니다.
테마 – 이전 두 멜로디의 조각을 결합하여 만든 새로운 멜로디 아이디어.
브라우저에서 소리 재생을 지원하지 않습니다. 오디오 파일을 다운로드할 수 있습니다.
테마 – 메인 테마와 관련이 있다.
브라우저에서 소리 재생을 지원하지 않습니다. 오디오 파일을 다운로드할 수 있습니다.
메인 테마의 최종 반음계 하모니
브라우저에서 소리 재생을 지원하지 않습니다. 오디오 파일을 다운로드할 수 있습니다.